# Ножва
Ножва — река в России, протекает в Гайнском районе Пермского края. Устье реки находится в 20 км по правому берегу реки Весляны. Длина реки составляет 28 км.
Исток реки в лесу в 19 км к северо-западу от посёлка Сёйва близ границы с Кировской областью. Река течёт на северо-восток по ненаселённому, частично заболоченному лесному массиву. Притоки — Мигановка (правый), Лебяга (левый). Впадает в Весляну у посёлка Сосновая (Гайнское сельское поселение) в 30 км к северо-западу от посёлка Гайны.

## Данные водного реестра
По данным государственного водного реестра России относится к Камскому бассейновому округу, водохозяйственный участок реки — Кама от истока до водомерного поста у села Бондюг, речной подбассейн реки — бассейны притоков Камы до впадения Белой. Речной бассейн реки — Кама.
Код объекта в государственном водном реестре — 10010100112111100001983.